# داريل أوستين
داريل أوستين (بالإنجليزية: Darrell Austin)‏ هو لاعب كرة قدم أمريكية أمريكي، ولد في 16 نوفمبر 1951 في يونيون في الولايات المتحدة.

## وصلات خارجية
- داريل أوستين على موقع مرجع كرة القدم المحترفة.كوم (الإنجليزية)